# Марі Мартіно
Марі́ Мартіно́ (фр. Marie Martinod) — французька фристайлістка, олімпійська медалістка, чемпіонка та медалістка Х-ігор. 
Дві срібні олімпійські медалі Мартіно виборола у хафпайпі на  зимових Олімпійських іграх 2014 та  2018 року.